# Ewine van Dishoeck
Ewine Fleur van Dishoeck, född 13 juni 1955 i Leiden, är en nederländsk astronom och kemist. Hon är professor i molekylär astrofysik vid Leiden Observatory, och tjänstgjorde som ordförande för Internationella astronomiska unionen (2018–2021) och medredaktör för Annual Review of Astronomy and Astrophysics (2012– ). Hon är en av pionjärerna inom astrokemi och hennes forskning handlar bland annat om hur molekyler i tunna gaser och mikroskopiska stoftpartiklar kan fogas samman till stjärnor och planeter.

## Biografi
Ewine Fleur van Dishoecks far var professor i öron-, näs- och halsmedicin. Genom honom inspirerades hon av naturvetenskap och hennes första naturvetenskapliga började vid San Diego Public School i Kalifornien. När hon åkte tillbaka till Nederländerna var hon motiverad att göra en karriär inom kemi, med universitetet i Leiden som start för hennes forskning.
Om van Dishoeck ville stanna i Leiden för sitt examensarbete behövde hon hitta ett annat studieområde. På den tiden studerade van Dishoecks pojkvän och blivande make, Tim de Zeeuw, astronomi och avslutade en kurs om upptäckter av interstellära molekyler. Från de Zeeuw fick hon veta att experten på det interstellära mediet var Alexander Dalgarno vid Harvard University. Medan hon studerade med Dalgarno 1980 bytte hon sin huvudämne till astrokemi och avslutade sin doktorsexamen om excitation och brytning av molekyler i interstellära gasmoln. Hon återvände sedan till Cambridge, MA, för att få en position i Harvards Society of Fellows för att fortsätta sin enastående forskning om det interstellära mediet. Hon har varit vetenskaplig chef för den nederländska forskarskolan för astronomi (NOVA) sedan 2007.
Van Dishoeck är gift med Tim de Zeeuw, professor i astronomi vid Leidens universitet, som var generaldirektör för Europeiska sydobservatoriet från september 2007 till 2017.

## Forskning
Van Dishoeck arbetar med interstellära molekyler, fysisk och kemisk utveckling under stjärnbildning och planetbildning, submillimeter och medelinfraröd astronomi, grundläggande molekylära processer, och strålningsöverföringen av linje- och kontinuumstrålning. År 2021 tilldelades hon ett ERC Advanced Grant för att studera kemi och fysik i de planetbildande skivorna runt andra stjärnor än solen. Hon är den mest citerade forskaren inom molekylär astrofysik i världen.
Ewine van Dishoecks arbete med astrokemi var avgörande för att svara på hur interstellär gas och stoft kan omvandlas till levande organismer. Livet är beroende av kol, och rymden har ett överflöd av detta i form av kolmonoxid. Men kolmonoxid kan brytas upp av ultraviolett strålning. På grund av stjärnor i galaxen var UV-ljus rikligt för att bryta upp kolmonoxiden. Vid hennes doktorandstudier var ingen medveten om hur vissa kolmonoxidmolekyler kunde förbli vid liv i rymden. I sin labbforskning satte van Dishoeck upp interstellära molnmodeller; hon jämförde sina tester med faktiska observationer. Hon drog genom sina försök slutsatsen att kolmonoxid inte är känsligt för allt UV-ljus. Den är bara känslig för de våglängder som den kan absorbera. Som slutletts av henne och John Black kan stoft och andra molekyler blockera UV-ljus, vilket leder till kolmonoxidskydd. Hennes upptäckter visade varför vissa kolmonoxidmolekyler kunde överleva tillräckligt länge för att bidra till levande organismer.

## Utmärkelser
Asteroiden 10971 van Dishoeck är uppkallad efter henne.